# Palenque (kanton)
Palenque – kanton w prowincji Los Ríos, w Ekwadorze. Stolicą kantonu jest Palenque.